# Poissons
Poissons település Franciaországban, Haute-Marne megyében. Lakosainak száma 611 fő (2022. január 1.). Poissons Montreuil-sur-Thonnance, Noncourt-sur-le-Rongeant, Sailly, Saint-Urbain-Maconcourt és Suzannecourt községekkel határos.

## Népesség
A település népességének változása:
| Lakosok száma | 732  | 747  | 732  | 728  | 706  | 694  | 667  | 632  | 622  | 611  |
|               | 1968 | 1982 | 1990 | 2006 | 2013 | 2015 | 2017 | 2019 | 2020 | 2022 |